# 国際視覚障害者スポーツ連盟
国際視覚障害者スポーツ連盟（英語: International Blind Sports Federation）は、視覚障害者のスポーツを統括する国際組織。1981年、フランスのパリで創設された。略称はIBSA、事務局はスペイン、マドリードにある。
IBSAの使命は、スポーツを通じた視覚障害者や部分的な視覚障害者の社会への融合と、目の不自由な人々のスポーツ参加の促進である。国際障害者スポーツ組織（IOSD）の1つとして国際パラリンピック委員会の創設時から加盟しパラリンピックにかかわるほか、独自に関連競技の世界選手権やその他の国際大会を主催する。

## 競技種目
IBSAは、ブラインドサッカー、ゴールボール、柔道など3つのパラリンピックスポーツ競技を含む12の視覚障害者向けスポーツ競技の国際競技連盟でもある。
- ブラインドサッカー
- ゴールボール
- 柔道

- トーボール
- 陸上競技
- 9ピンボウリング（ボウリング）
- 10ピンボウリング（ボウリング）
- パワーリフティング
- 射撃
- ショウダウン
- 競泳
- チェス

IBSAは障害等級などの設定を行い競技資格認定を実施する関係から、IBSA独自の大会を開催する場合や、主な国際競技連盟と視覚障害者向け大会を共催する場合もある。また上記の競技以外でも国際競技連盟が視覚障害者向け競技を行う場合もある。